# Amastris sabulosa
Amastris sabulosa är en insektsart som beskrevs av William D. Funkhouser. Amastris sabulosa ingår i släktet Amastris och familjen hornstritar. Inga underarter finns listade i Catalogue of Life.